# Alexander Hacke
Alexander Hacke (även känd som Alexander von Borsig, Alex Hacke, eller Hacke), född 1965 i Berlin/Neukölln, är gitarrist, bas-gitarrist, och sångare. Han spelar experimentell, elektronisk, och industriell musik.
Hacke har producerat en mängd artister, medverkat på deras album, han var med på alla album av Einstürzende Neubauten, och han har även släppt två soloalbum.

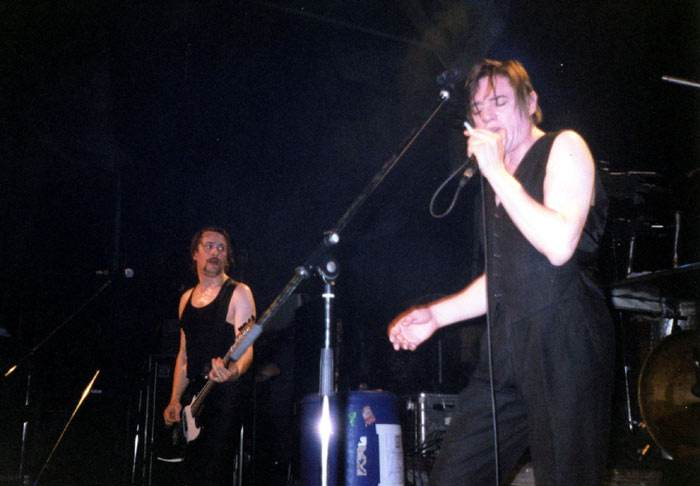
Einstürzende Neubauten under en konsert 2000: Alexander Hacke (till vänster) & Blixa Bargeld (till höger)

## Einstürzende Neubauten
1980, när han var 15 år, gick han med i Einstürzende Neubauten, som hade grundats tidigare samma år. Hacke spelade gitarr och arbetade med bandets "sound", till mitten av 1990-talet. Då bytte han instrument från gitarr till basgitarr, vilket han fortfarande spelar i bandet. Ledaren för Einstürzende Neubaten, Blixa Bargeld, har sagt att Hacke har ett stort inflytande på bandets sound.

## Solokarriär
Hackes första soloalbum var Filmarbeiten, som släpptes 1992.
Under 1990-talet var han frontman för ett coverbandet Jever Mountain Boys, som främst gjorde covers på countrylåtar.
Under 2000-talet har han bland annat gjort ett album, Sanctuary, som släpptes 2005, och samarbetat med en mängd artister, till exempel: J.G.Thirlwell (Foetus), Caspar Brötzmann, Larry Mullins (Tobi Damnit), Vinnie Signorelli (Unsane), Michael Evans (KBZ 200), Sugarpie Jones (Celebrity Skin), Bob Rutman (Steel Cello Ensemble), Nils Wohlrabe (The Leather Nun), Gianna Nannini, Andrew Chudy (alias N.U. Unruh, Einstürzende Neubauten), Larry 7 (The Analog Society), och David Yow (The Jesus Lizard). På recensioner av Hackes verk har han blivit jämförd med, bland annat, Frank Zappa och Captain Beefhart.
Han producerade musik för Fatih Akins film Mot väggen (2004, tysk titel: Gegen die Wand) och han är huvudpersonen i Akins dokumentär som behandlar musiken i Istanbul, Crossing The Bridge / The Sound of Istanbul (2005).

## Privatliv
I början av 1980-talet var Hacke tillsammans med Christiane Vera Felscherinow med vilken han hade duon Sentimentale Jugend. Hacke var gift med en tysk skådespelerska och sångare, Meret Becker, och var involverad i hennes musikverk. Meret Becker var gästmusiker på Einstürzende Neubautens album Ende Neu, där hon sjöng på låten Stella Maris, i en duett med Blixa Bargeld. Hacke har en son och en dotter.

## Solo-diskografi
- 1982 Hiroshima (EP)
- 1992 Filmarbeiten
- 2005 Sanctuary